# Xuất tinh

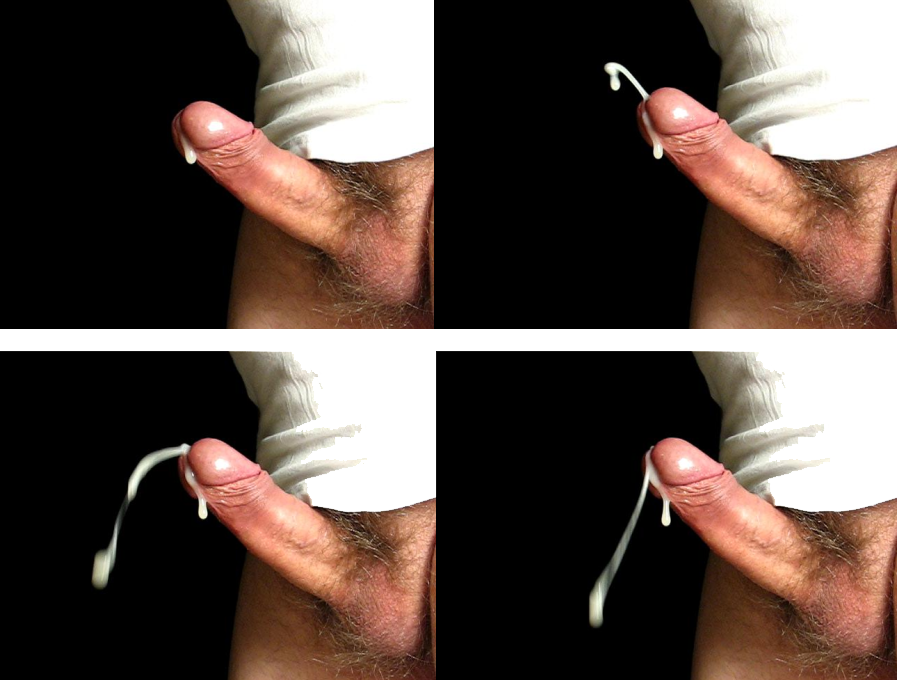
Hình ảnh nam giới xuất tinh

Xuất tinh hay phóng tinh là sự xuất ra tinh dịch từ cơ quan sinh dục nam và thường kèm theo cực khoái. Nó thường là giai đoạn cuối cùng và là mục đích tự nhiên của kích thích tình dục (quan hệ tình dục, thủ dâm...) và là một phần cơ bản của thụ tinh tự nhiên. Trong những trường hợp hiếm hoi, xuất tinh là do bệnh ở tuyến tiền liệt. Xuất tinh cũng xảy ra một cách tự động khi đang ngủ và được gọi là mộng tinh. Mỗi lần xuất tinh có tới 200-300 triệu tinh trùng. Anejaculation là tình trạng không thể xuất tinh được. Tinh trùng được sản xuất từ tinh hoàn. Tinh trùng thường được sản xuất lần đầu vào tuổi dậy thì. Khi phóng tinh tinh trùng từ túi tinh được hòa với dịch từ tuyến tiền liệt tiết ra thành tinh dịch và theo niệu đạo ra ngoài.

## Các giai đoạn

### Kích thích
Một tiền thân thông thường của xuất tinh là hưng phấn tình dục của nam giới, dẫn đến sự cương cứng của dương vật, mặc dù không phải mọi kích thích hay cương cứng đều dẫn đến xuất tinh. Kích thích tình dục dương vật trong khi thủ dâm hoặc hoạt động tình dục qua đường âm đạo, hậu môn, miệng hoặc không xâm nhập có thể cung cấp các kích thích cần thiết cho một người đàn ông để đạt được cực khoái và xuất tinh. Liên quan đến thời gian trễ xuất tinh trong âm đạo, nam giới thường đạt cực khoái 5-7 phút sau khi bắt đầu giao hợp, có tính đến ham muốn của họ và của bạn tình, nhưng 10 phút cũng là thời gian trễ xuất tinh phổ biến. Một kích thích kéo dài hoặc thông qua màn dạo đầu (hôn, vuốt ve và kích thích trực tiếp các vùng kích thích tình dục trước khi thâm nhập trong khi giao hợp) hoặc vuốt ve (trong khi thủ dâm) dẫn đến kích thích đủ mức và cơ thể sản xuất chất lỏng xuất tinh trước. Mặc dù sự hiện diện của tinh trùng trong chất lỏng xuất tinh trước được cho là rất hiếm, nhưng tinh trùng từ lần xuất tinh sớm hơn, vẫn còn trong niệu đạo, có thể được trộn vào chất lỏng xuất tinh trước và thường có thể có mặt khi xuất tinh sớm.
Xuất tinh sớm là khi xuất tinh sớm xảy ra trước thời gian mong muốn. Nếu một người đàn ông không thể xuất tinh kịp thời sau khi kích thích tình dục kéo dài, mặc dù anh ta muốn làm như vậy, nó được gọi là xuất tinh chậm hoặc anorgasmia. Một cực khoái không đi kèm với xuất tinh được gọi là cực khoái khô.
Khi một người đàn ông đã đạt được một mức độ kích thích đủ mức, cực khoái và xuất tinh bắt đầu. Tại thời điểm đó, dưới sự kiểm soát của hệ thần kinh giao cảm, tinh dịch chứa tinh trùng được tạo ra. Tinh dịch được đẩy ra qua niệu đạo với các cơn co thắt nhịp nhàng. Những cơn co thắt nhịp nhàng này là một phần của cực khoái ở người nam. Chúng được tạo ra bởi các cơ tubospongiosus và pubococcygeus dưới sự kiểm soát của một phản xạ cột sống ở cấp độ của các dây thần kinh cột sống S2-4 thông qua dây thần kinh pudendal. Cực khoái của nam giới điển hình kéo dài trong vài giây.
Sau khi bắt đầu cực khoái, các xung tinh dịch bắt đầu chảy ra từ niệu đạo, đạt đến mức độ phóng tinh cực đại và sau đó giảm dần tuần tự. Cực khoái điển hình bao gồm 10 đến 15 cơn co thắt, mặc dù người đàn ông khó có thể ý thức được điều đó. Một khi cơn co thắt đầu tiên đã diễn ra, xuất tinh sẽ tiếp tục hoàn thành như một quá trình không tự nguyện. Ở giai đoạn này, xuất tinh không thể dừng lại. Tốc độ co bóp giảm dần trong quá trình cực khoái. Các cơn co thắt ban đầu xảy ra trong khoảng thời gian trung bình là 0,6 giây với mức tăng 0,1 giây mỗi lần co. Các cơn co thắt của hầu hết đàn ông tiến hành theo nhịp đều đặn trong suốt thời gian đạt cực khoái. Nhiều người đàn ông cũng trải qua các cơn co thắt bất thường bổ sung khi kết thúc cực khoái.
Xuất tinh thường bắt đầu trong cơn co thắt cực khoái thứ nhất hoặc thứ hai. Đối với hầu hết nam giới, lần phóng tinh dịch đầu tiên xảy ra trong lần co thắt thứ hai, trong khi lần thứ hai thường là lần xuất tinh lớn nhất từ 40% trở lên trong tổng lượng tinh dịch. Sau đỉnh này, lượng tinh dịch dương vật xuất ra giảm dần khi các cơn co thắt bắt đầu giảm dần cường độ. Các cơn co thắt cơ của cực khoái có thể tiếp tục sau khi xuất tinh mà không xuất hiện thêm tinh dịch. Một nghiên cứu mẫu nhỏ trên bảy người đàn ông cho thấy trung bình 7 lần xuất tinh dịch theo sau là có thêm trung bình 10 cơn co thắt mà không có tinh dịch xuất ra. Nghiên cứu này cũng tìm thấy mối tương quan cao giữa số lượng tinh dịch và tổng khối lượng xuất tinh, tức là, khối lượng tinh dịch lớn hơn do các lần xuất tinh bổ sung thay vì các lần xuất có lượng tinh dịch lớn hơn.
Alfred Kinsey đã đo khoảng cách xuất tinh, trong "vài trăm" đàn ông. Trong ba phần tư nam giới được thử nghiệm, xuất tinh "được đẩy với lực rất nhỏ đến nỗi chất lỏng không được mang quá một khoảng cách hơn một phút so với đầu dương vật". Trái ngược với những đối tượng thử nghiệm đó, Kinsey lưu ý "Ở những con đực khác, tinh dịch có thể bị đẩy từ một vài inch đến một hoặc hai feet, hoặc thậm chí xa đến năm hoặc sáu và (hiếm khi) tám feet". Masters và Johnson báo cáo khoảng cách xuất tinh không lớn hơn 30 đến 60 cm. Trong chuỗi các cơn co thắt kèm theo xuất tinh, tinh dịch được đẩy ra khỏi niệu đạo với tốc độ 500 cm/s, tương đương gần 18 km/h.

### Giai đoạn nghỉ
Nhiều người đàn ông trải qua giai đoạn nghỉ ngay sau khi đạt cực khoái, trong thời gian đó họ không thể đạt được sự cương cứng khác, và một khoảng thời gian dài hơn một lần nữa trước khi họ có khả năng đạt được một lần xuất tinh khác. Trong thời gian này, một người đàn ông cảm thấy một cảm giác thư giãn sâu và dễ chịu, thường cảm thấy ở háng và đùi. Thời gian của thời gian nghỉ này thay đổi đáng kể, ngay cả đối với một cá nhân nhất định. Tuổi tác ảnh hưởng đến thời gian phục hồi, với những người đàn ông trẻ tuổi thường phục hồi nhanh hơn những người đàn ông lớn tuổi, mặc dù điều này không phải lúc nào cũng đúng.
Trong khi một số nam giới có thể có thời gian nghỉ từ 15 phút trở lên, một số nam giới có thể trải nghiệm hưng phấn tình dục ngay sau khi xuất tinh. Một thời gian phục hồi ngắn có thể cho phép các đối tác tiếp tục quan hệ tình dục tương đối không bị gián đoạn do xuất tinh. Một số nam giới có thể có trải nghiệm dương vật của họ trở nên quá nhạy cảm với kích thích sau khi xuất tinh, điều này có thể làm cho kích thích tình dục trở nên khó chịu ngay cả khi họ có thể bị kích thích tình dục.
Có những người đàn ông có thể đạt được nhiều cực khoái, có hoặc không có trình tự xuất tinh và thời gian nghỉ điển hình. Một số người đàn ông báo cáo không chú ý đến thời gian nghỉ này hoặc có thể duy trì sự cương cứng bằng cách "duy trì hoạt động tình dục với sự cương cứng hoàn toàn cho đến khi họ vượt qua thời gian nghỉ để đạt cực khoái khi họ có được cực khoái lần thứ hai hoặc thứ ba".

### Lượng tinh dịch
Lượng tinh dịch sẽ bị đẩy ra trong quá trình xuất tinh sẽ khác nhau giữa các nam giới và có thể chứa từ 0,1 đến 10 ml (để tiện so sánh, lưu ý rằng một muỗng cà phê là 5 ml và một muỗng canh là 15 ml). Lượng tinh dịch của người trưởng thành bị ảnh hưởng bởi thời gian đã trôi qua kể từ lần xuất tinh trước đó; khối lượng tinh dịch lớn hơn được nhìn thấy với thời gian kiêng khem lớn hơn. Thời gian kích thích dẫn đến xuất tinh có thể ảnh hưởng đến lượng tinh dịch xuất ra. Lượng tinh dịch thấp bất thường được gọi là hyposepermia. Một trong những nguyên nhân cơ bản có thể gây ra thể tích thấp hoặc thiếu hoàn toàn tinh dịch là tắc nghẽn ống dẫn tinh. Lượng tinh dịch thường giảm theo độ tuổi.

### Chất lượng
Số lượng tinh trùng trong một lần xuất tinh cũng rất khác nhau, tùy thuộc vào nhiều yếu tố, bao gồm cả thời gian kể từ lần xuất tinh cuối cùng, tuổi, mức độ căng thẳng, và lượng testosterone. Thời gian kích thích tình dục dài hơn ngay trước khi xuất tinh có thể dẫn đến số lượng tinh trùng cao hơn. Số lượng tinh trùng thấp bất thường, không giống như lượng tinh dịch thấp, được gọi là oligospermia, và sự vắng mặt của bất kỳ tinh trùng nào từ tinh dịch được gọi là azoospermia.